# Olejek nardowy

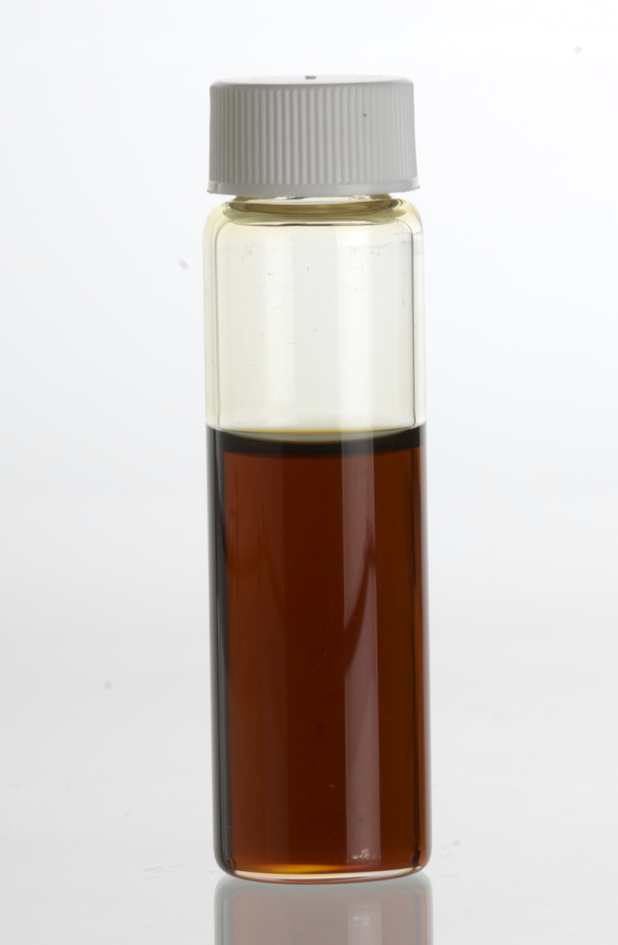
Olejek nardowy w przezroczystej szklanej fiolce

Olejek nardowy, nard, spikanard lub szpikanard – olejek eteryczny otrzymywany z korzenia i łodygi rośliny nardostachys wielkokwiatowy Nardostachys jatamansi, rosnącej w Himalajach na wysokości 3000–4000 m n.p.m. Wytwarzano go przez długotrwałe i powolne gotowanie rozdrobnionych fragmentów tej rośliny w mieszaninie złożonej z wody, wina i oleju oliwkowego. Ma bardzo intensywny zapach, dla współczesnych ludzi jednak mało przyjemny.

## Zastosowanie
- Dawniej olejek nardowy był używany jako perfumy lub lekarstwo[2]. Obecnie znajduje zastosowanie głównie jako lekarstwo.
- Jako lekarstwo nard w medycynie ludowej w Indiach stosowany jest przy kołataniu serca, bólach głowy, drżeniu i drgawkach. Przeprowadzone w Niemczech doświadczenia na zwierzętach wykazały, że ma podobne działanie jak waleriana, ale wykazuje mniejszą toksyczność. W Chinach jest stosowany w medycynie naturalnej do zwalczania bólu w klatce piersiowej i brzuchu[3].
- Przeprowadzone w Indiach testy laboratoryjne na myszach wykazały, że olejek nardowy znacznie poprawia efekty uczenia się i pamięć u młodych myszy oraz zapobiega demencji u starszych myszy. Może znaleźć zastosowanie u ludzi w leczeniu choroby Alzheimera, amnezji i zaburzeniach uwagi[4].
- W czasach biblijnych olejku nardowego używano do namaszczania głowy znakomitych gości. Ewangelia Jana (12,3-5) opisuje, jak Maria z Betanii użyła funta olejku nardowego do namaszczenia stóp Jezusa. Podobne lub to samo wydarzenie opisane jest także w Ewangelii Marka (14,3-5). Wywołało to protest Judasza, olejek nardowy był bowiem bardzo drogi. Z Ewangelii Mateusza (20,2) wynika, że w czasach Jezusa funt olejku nardowego kosztował tyle, co wynagrodzenie za rok pracy robotnika rolnego. Używany był także do namaszczania zmarłych (Ewangelia Jana 12,7)[2].